# NGC 4733
NGC 4733 هي مجرة محدبة محظورة تبعد حوالي 55 مليون سنة ضوئية تقع في كوكبة العذراء. تم اكتشافه من قبل عالم الفلك ويليام هيرشيل في 15 مارس 1784. وهو عضو في مجموعة العذراء.

## وصلات خارجية
- NGC 4733 على موقع ويكي سكاي: DSS2, SDSS, GALEX, IRAS, Hydrogen α, X-Ray, Astrophoto, Sky Map, Articles and images